# بنات وسط البلد (فلم)
بنات وسط البلد فيلم مصري إنتاج عام 2005.
تاريخ عرض الفيلم يوافق ثاني أيام عيد الفطر في مصر 1426 هـ.

## قصة الفيلم
تدور أحداث الفيلم حول عالم وسط البلد الملئ بالحكايات والعلاقات الاجتماعية الكثيرة، وذلك من خلال فتاتين، إحداهما تعمل كوافيرة والأخرى بائعة في محل ملابس وتتعرضان لعدد من المواقف والمفارقات في حياتهما حتى تلتقيا بالحب الحقيقي

## بطولة
- هند صبري
- منة شلبي
- خالد أبو النجا
- محمد نجاتي
- أحمد بدير
- ماجدة الخطيب
- عزت أبو عوف
- أحمد راتب
- منال عفيفي
- ريكو
- خيري بشارة

## روابط خارجية
- مقالات تستعمل روابط فنية بلا صلة مع ويكي بيانات